# Foxterier sârmos

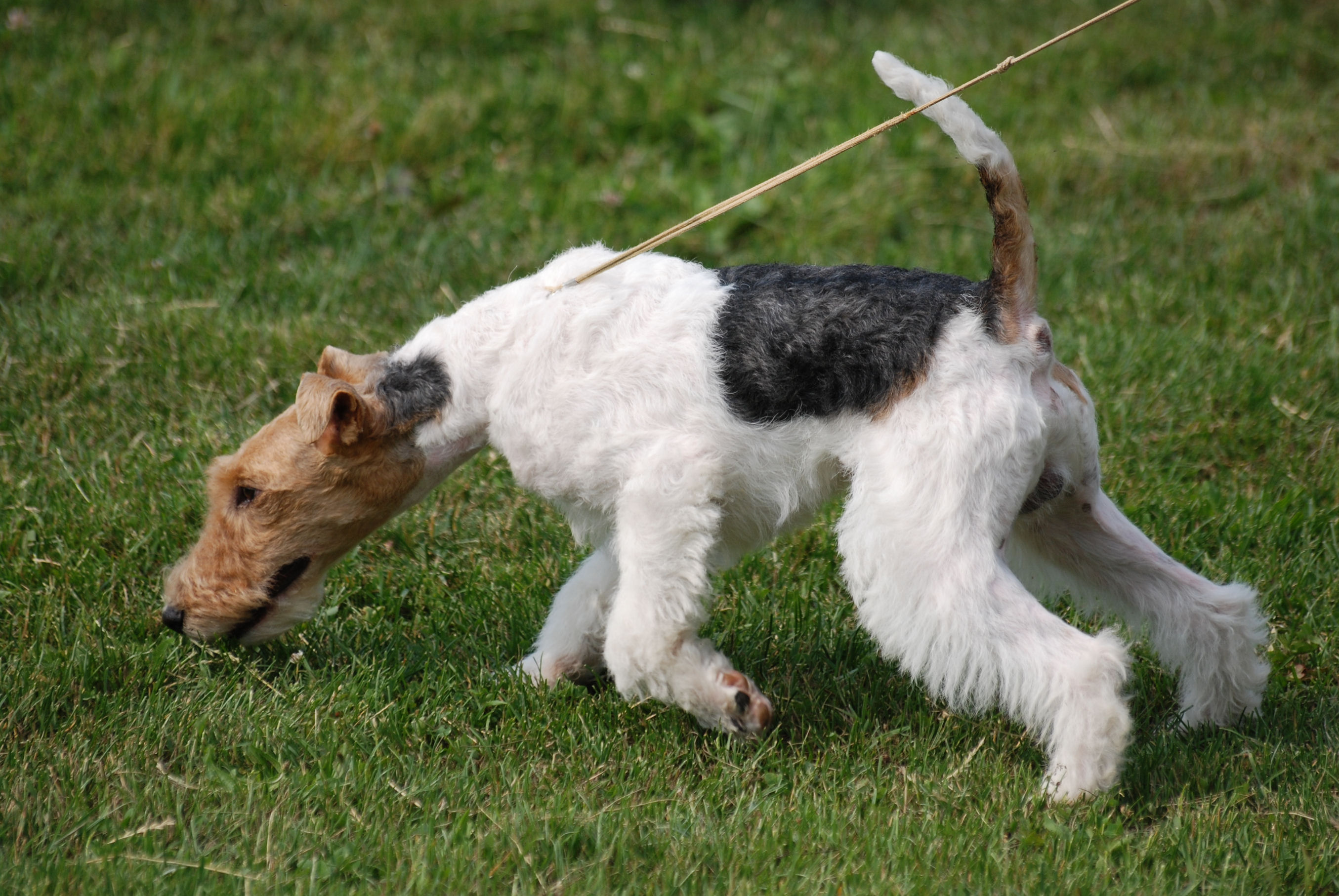

Foxterier sârmos este numele unei rase de câini. Câinele face parte din grupul de câini terrieri. La origine, erau folosiți pentru a descoperi locațiile în care se ascundeau vulpile, vânătoare de iepuri sau a altor animale, mare parte din dăunătoare.